# Cyb3rpvnk
CYB3RPVNK is een onafhankelijke Nederlands platenlabel gevestigd in Breda. Het label vertegenwoordigt Dance-, House-, en Trance- producers. CYB3RPVNK werd in 2016 opgericht.

## Getekende artiesten
CYB3RPVNK Productions brengt muziek uit van R3HAB, Skytech (ook wel Mateusz Dziewulski, een Poolse muziekproducer) en het Zwitserse producentenduo Waysons. Doane Allan en Julien Grosjean besloten in 2014 een duo te vormen.
Waysons heeft in samenwerking met R3HAB een single uitgebracht, welke tevens de hoofdrelease was van CYB3RPVNK en ook de single van IKUZO EP, die in november 2018 werd uitgebracht.

## Selectie van artiesten
Artiesten die muziek hebben uitgebracht bij het label zijn onder andere:
- A Touch Of Class
- Conor Maynard
- Esh
- Icona Pop
- Jonas Blue
- Krewella
- Mike Williams
- MOTi
- Pangea
- Quintino
- Smack
- Sofia Carson
- Steff da Campo